# Ambarès-et-Lagrave
Ambarès-et-Lagrave egy francia város Gironde megyében az Aquitania régióban. Lakosainak száma 17 298 fő (2022. január 1.). A lakosait Ambarésiens-nek nevezik.

## Története

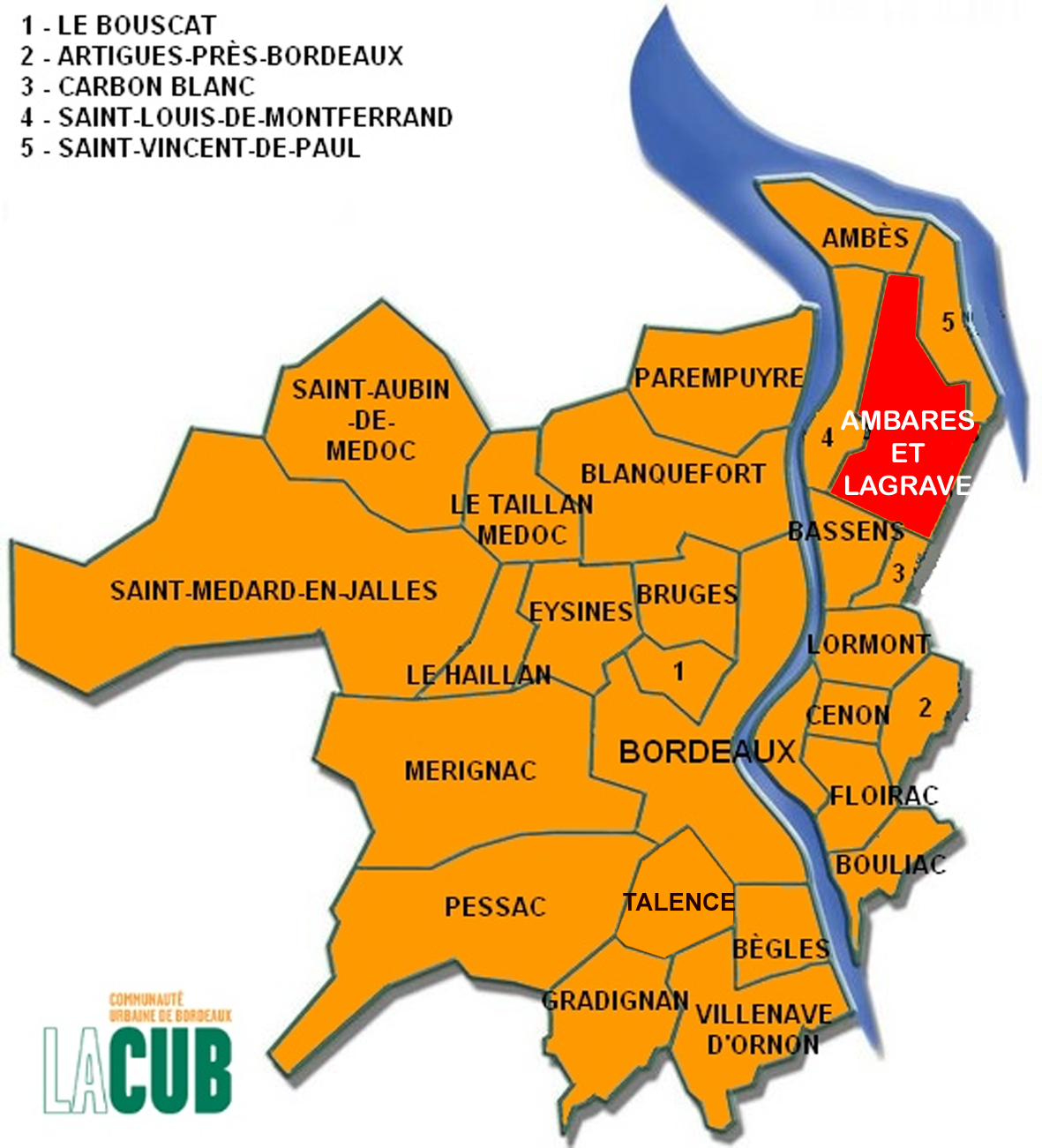
Ambarès-et-Lagrave elhelyezkedés Bordeaux körül

## Adminisztráció
Polgármesterek:
- 2001–2004 Henri Houdebert
- 2004–2020 Michel Héritié

## Demográfia
| Lakosok száma | 7134 | 8105 | 10 195 | 12 706 | 14 609 | 15 881 | 16 344 | 16 636 | 16 591 | 17 298 |
|               | 1968 | 1982 | 1990   | 2006   | 2013   | 2015   | 2017   | 2019   | 2020   | 2022   |

## Látnivalók
- Szent Péter-templom: XI-XII. század
- Notre-Dame-de-La-Grave: A templomosok régi temploma XII-XIV. század
- Szent Péter plébániatemplom
- Peychaud vár: XVII. század
- Beausejour kastély
- Bellevue kastély
- Saint-Denis kastély

## Testvérvárosok
- Németország - Kelheim, 1989
- Egyesült Királyság - Norton-Radstock, 1982

## Fordítás
- Ez a szócikk részben vagy egészben  az   Ambarès-et-Lagrave című francia Wikipédia-szócikk fordításán alapul.  Az eredeti cikk szerkesztőit annak laptörténete sorolja fel. Ez a jelzés csupán a megfogalmazás eredetét és a szerzői jogokat jelzi, nem szolgál a cikkben szereplő információk forrásmegjelöléseként.